# Pi de Corea
El pi de Corea (Pinus koraiensis) és una espècie de conífera de la família Pinaceae originària de l'est d'Àsia: Corea, Manxúria, Extrem orient rus i centre del Japó. Al nord de la seva àrea de distribució creix fins altituds moderades (típicament d'uns 600 a 900 m), mentre que més al sud pot arribar a 2000-2600 m.

## Característiques
El pi coreà arriba a fer 40-50 m d'alt. Les seves fulles són aciculars i disposades en grups de cinc fulles. Les pinyes fan 8-17 cm de llargada i són verdes o porpres quan són madures. Els pinyons fan de 14 a 18 mm de llargada.

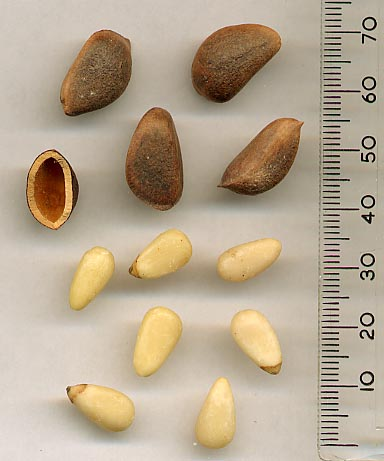
Pinyons del pi de Corea

El pi de Corea difereix del pi de Sibèria, amb el que està estretament relacionat, pel fet de tenir les pinyes més grosses i les fulles més llargues.

## Usos
Els seus pinyons comestibles són, a escala internacional, els més comercialitzats. El seu oli de pinyó conté un d'àcid pinolènic (àcid octadecatrienoic cis–5–cis–9–cis–12).
Es fa servir com a arbre ornamental en parcs i grans jardins en llocs de clima fred com l'est del Canadà i estats del nord-est dels Estats Units, tolera glaçades de fins -50 °C.